# Muqdadiyah
Muqdadiyah (arabă المقدادية) este un oraș din Diyala, Irak. Are 298.000 de locuitori.